# كيفن أشلي
كيفن أشلي (بالإنجليزية: Kevin Ashley)‏ (31 ديسمبر 1968 في المملكة المتحدة - ) هو لاعب كرة قدم بريطاني في مركز الظهير. لعب مع برمنغهام سيتي ونادي بيتربورو يونايتد ونادي دونكاستر روفرز ووولفرهامبتون واندررز وبرومزغروف روفرز ‏ ونادي تلفورد يونايتد وPaget Rangers F.C. ‏.

## وصلات خارجية
- كيفن أشلي على موقع قاعدة بيانات كرة القدم.إي يو (الإنجليزية)
- كيفن أشلي على موقع Soccerbase.com (لاعب) (الإنجليزية)